# Grace Bol
Grace Bol (1 de enero de 1990) es una modelo de Sudán del Sur conocida por haber desfilado en el Victoria's Secret Fashion Show de 2017.

## Carrera
Su carrera en el modelaje comenzó cuando contaba con 19 años, cuando se transladó a Nueva York después de ser descubierta en un centro comercial local en Kansas City, Misuri. Desfiló en otoño de 2011 para Givenchy, Maison Martin Marigela y Vivienne Westwood en París. Formó parte de la campaña de Givenchy esa misma temporada.
En 2015, Grace desfiló para Rick Owens, Proenza Schouler, Balenciaga y abrió el evento de Hermès. Apareció en editoriales para Flaunt, Vogue Alemania, Marie Claire Estados Unidos, Harper's Bazaar Reino Unido, W, Interview Rusia, Numéro, Another y en la portada de i-D.
En 2017, desfiló en el Victoria's Secret Fashion Show 2017 en Shanghái y apareció en una campaña para Balmain.